# Мері Едвардс Волкер
Мері Едвардс Волкер (англ. Mary Edwards Walker; нар. 26 листопада 1832, Освіго — пом. 21 лютого 1919, Освіго), відома як доктор Мері Вокер — американська активістка, суфражистка, аболіціоністка, лекторка, письменниця, прихильниця сухого закону, вільнонаймана американської армії і військова хірургиня. Учасниця Громадянської війни у США. Єдина жінка, яка отримала Медаль Пошани.
У 1855 році здобула медичну освіту в Сиракузькому медичному коледжі в Нью-Йорку, одружилася і розпочала медичну практику.
На початку Громадянської війни в США намагалася вступити до армії Союзу, але їй відмовили. Служила хірургинею в тимчасовому госпіталі у Вашингтоні, перш ніж була найнята союзними військами і призначена до Камберлендської армії, а згодом до 52-ї піхотної дивізії Огайо, ставши першою жінкою-хірургом в історії армії США. У цей період Волкер надавала хірургічну допомогу пораненим під час битв при Булл-Рані, під Фредеріксбургом та при Чикамога. Була захоплена військами Конфедерації після того, як перейшла лінію фронту для надання допомоги пораненим цивільним особам, і заарештована як шпигунка. Її відправили як військовополонену до Ричмонда, штат Вірджинія, доки не звільнили в результаті обміну полоненими.
Після війни Мері Едвардс Волкер представили до нагородження Медаллю Пошани за її зусилля з лікування поранених у бою та в тилу ворога під час Громадянської війни. Варто зазначити, що на той час ця нагорода не давалася за проявлену мужність та героїзм на полі бою, і фактично була єдиною військовою відзнакою під час Громадянської війни. Вокер — єдина жінка, яка отримала цю медаль, і одна з восьми цивільних осіб, які її отримали. Її ім'я було викреслене зі списку нагороджених медаллю Пошани армії в 1917 році (разом з більш ніж 900 іншими кавалерами), але в 1977 році її ім'я було відновлено.
Після війни Мері Едвардс Волкер була письменницею і лекторкою, підтримувала рух за жіноче виборче право до своєї смерті в 1919 році.
У 2000 році Волкер була включена до Національної зали слави жінок.